# Mark Gumenjuk
Mark Gumenjuk (* 24. Januar 2000) ist ein deutscher Volleyballspieler.

## Karriere
Gumenjuk spielte bis 2018 mit TGM Mainz-Gonsenheim in der zweiten Liga Süd. In der Saison 2018/19 war er beim Ligakonkurrenten TG 1862 Rüsselsheim aktiv. Danach kehrte er nach Mainz zurück. 2022 wurde der Mittelblocker vom TSV Haching München verpflichtet. Mit Haching schied er in der Saison 2022/23 im DVV-Pokal-Achtelfinale aus und schied als Achter der Bundesliga-Hauptrunde im Playoff-Viertelfinale aus. 2023/24 gab es erneut das Achtelfinal-Aus im DVV-Pokal und Haching wurde Elfter in der Bundesliga.